# Anna Sergejewna Schukowa
Anna Sergejewna Schukowa (russisch Анна Сергеевна Жукова; * 12. April 1999 in Magadan, Russland) ist eine russische Skispringerin.

## Werdegang
Anna Schukowa nahm am 12. und 13. Dezember 2014 im norwegischen Notodden zum ersten Mal an zwei Wettbewerben des Continental Cups teil und belegte hierbei die Plätze 39 und 42, womit sie zugleich noch ihre ersten Continental-Cup-Punkte verpasste. Daraufhin debütierte sie im August 2015 im polnischen Szczyrk im FIS Cup, wo sie den sechsten und den vierten Platz belegte. Einen Monat später holte sie mit einem 22. und 28. Platz in Oslo ihre ersten Continental-Cup-Punkte
Am 13. Dezember 2015 debütierte Schukowa schließlich in Nischni Tagil im Skisprung-Weltcup, wo sie den 40. Platz belegte. Nachdem sie am 10. September 2017 in Tschaikowski das erste Mal im Sommer-Grand-Prix startete, holte sie bei dem Wettbewerb ein Jahr später an gleicher Stelle mit einem 29. Platz ihre einzigen Grand-Prix-Punkte. Im nachfolgenden Weltcup 2018/19 versuchte Schukowa sich in Tschaikowski erfolglos in der Qualifikation. Nach Saisonende nahm sie nicht mehr an internationalen Wettkämpfen teil.
Schukowa lebt derzeit in Magadan.

## Statistik

### Grand-Prix-Platzierungen
| Saison | Platz | Punkte |
| ------ | ----- | ------ |
| 2018   | 53.   | 002    |

### Continental-Cup-Platzierungen
| Saison  | Platz | Punkte |
| ------- | ----- | ------ |
| 2015/16 | 53.   | 012    |
| 2017/18 | 78.   | 006    |